# إيرل بانكس
إيرل بانكس (بالإنجليزية: Earl Banks)‏ هو مدير فني أمريكي، ولد في 11 يونيو 1924 في فيلادلفيا في الولايات المتحدة، وتوفي في 27 أكتوبر 1993 في بالتيمور في الولايات المتحدة.

## وصلات خارجية
- إيرل بانكس على موقع إن إن دي بي (الإنجليزية)